# Agrotis gahani
Agrotis gahani là một loài bướm đêm trong họ Noctuidae.